# NGC 5832
NGC 5832 is een balkspiraalstelsel in het sterrenbeeld Kleine Beer. Het hemelobject werd op 16 maart 1785 ontdekt door de Duits-Britse astronoom William Herschel.

## Synoniemen
- UGC 9649
- IRAS 14575+7152
- MCG 12-14-15
- KARA 656
- ZWG 337.25
- KAZ 409
- PGC 53469